# ديردري ميرفي
ديردري ميرفي (بالإنجليزية: Deirdre Murphy) هي دراجة أمريكية، ولدت في 14 يناير 1959 في نيويورك في الولايات المتحدة، وتوفيت في 11 نوفمبر 2014.

## وصلات خارجية
- ديردري ميرفي على موقع أرشيف الدراجات (الإنجليزية)
- ديردري ميرفي على موقع إحصائيات الدراجات الإحترافية (الإنجليزية)
- ديردري ميرفي على موقع أوليمبيديا (الإنجليزية)